# Chalicodoma
Sous-genre
Chalicodoma est un sous-genre d'abeilles solitaires du genre Megachile et de la famille des Megachilidae. Contrairement aux autres Mégachiles, ces espèces ne constituent pas leurs nids en les tapissant de feuilles prédécoupées mais les bâtissent en utilisant de la boue.

## Description
Les Chalicodoma sont des abeilles généralement velues, de 11-20 mm de long, généralement sans bandes de poils apicales sur le dernier tergite. Leurs métatarses sont grêles. Chez les deux sexes, les mandibules sont plutôt minces, le bord apical fortement oblique et presque aussi long que la distance de la dent supérieure à la base. Ces mandibules ne présentent généralement pas de lames intercalaires entre leurs dents. Ces caractères morphologiques sont corrélés à leur comportement, en effet, elles ne nécessitent pas de puissantes mandibules car elles ne découpent pas de feuilles. 

## Biologie
Les Chalicodoma ont pour paricularité de construire des nids en argile ou en résine sous la forme d'amas de cellules adhérant aux pierres, aux bâtiments, ainsi qu'aux branches d'arbres et d'arbustes. Ils sont réputés pour leur indestructibilité et pour couvrir et cacher les hiéroglyphes égyptiens. Des sécrétions sont peut-être ajoutées aux matériaux afin de durcir et éventuellement imperméabiliser le nid.

## Répartition
Le sous-genre Chalicodoma est présent en Europe centrale, au sein de l'ensemble des régions au climat méditerranéen de l'Écozone paléarctique ainsi que dans l'écozone afrotropicale.

## Taxonomie

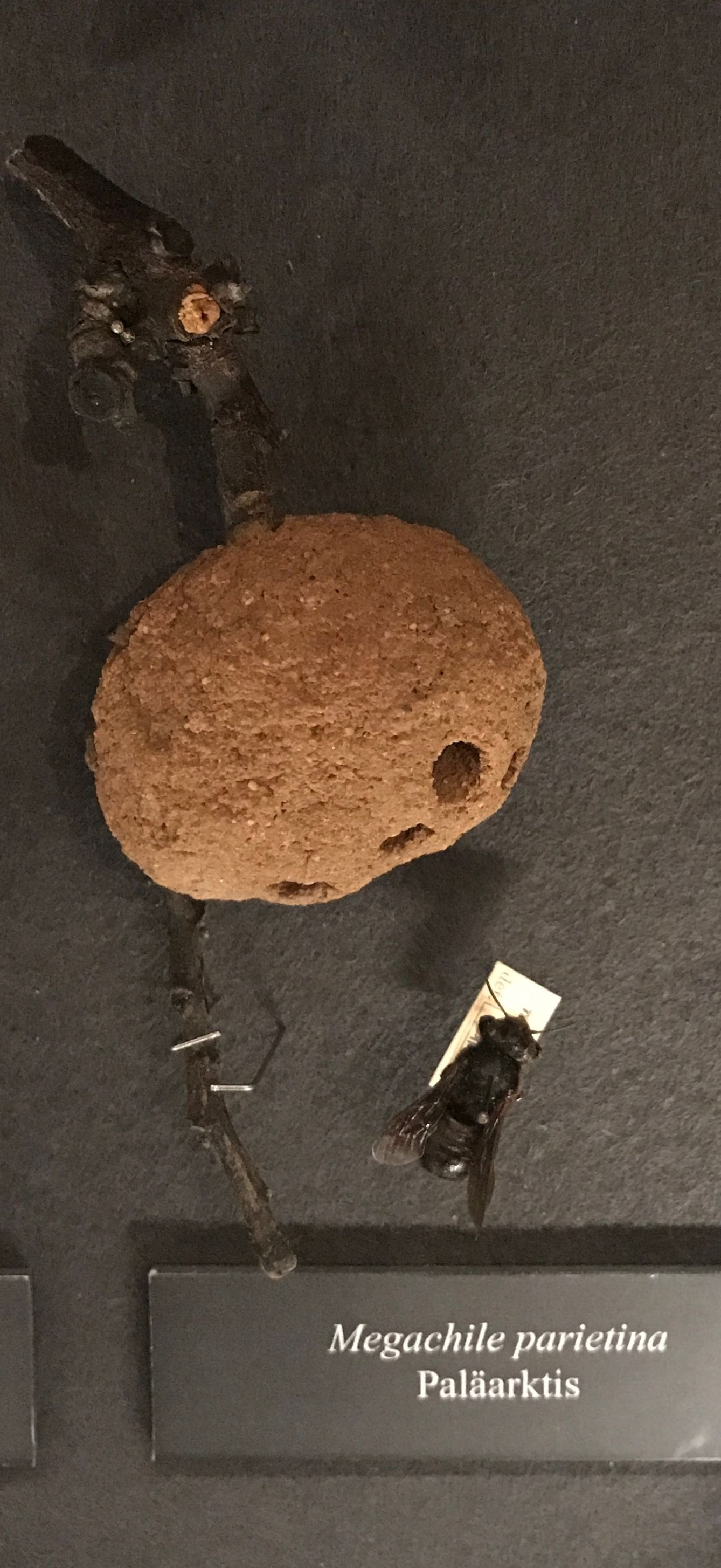
Nid de Megachile (Chalicodoma) parietina (Muséum d'histoire naturelle de Vienne)

Chalicodoma est créé par Lepeletier en 1841 en tant que genre de la famille des Megachilidae. En 2000, Charles Duncan Michener le classe comme un sous-genre du genre Megachile. Il est proche des sous-genres Chalicodomoides, Largella, et Parachalicodoma. 

### Les espèces européennes
Selon Fauna Europaea (7 mai 2019), (F) correspond aux espèces présentes en France.
- Megachile (Chalicodoma) albocristata (F)
- Megachile (Chalicodoma) apennina
- Megachile (Chalicodoma) baetica (F)
- Megachile (Chalicodoma) canescens
- Megachile (Chalicodoma) ericetorum (F)
- Megachile (Chalicodoma) fuerteventurae
- Megachile (Chalicodoma) hungarica
- Megachile (Chalicodoma) lefebvrei (F)
- Megachile (Chalicodoma) lucidifrons (Corse)
- Megachile (Chalicodoma) manicata
- Megachile (Chalicodoma) montenegrensis
- Megachile (Chalicodoma) parietina (F)
- Megachile (Chalicodoma) pyrenaica
- Megachile (Chalicodoma) roeweri
- Megachile (Chalicodoma) rufescens (F)
- Megachile (Chalicodoma) sicula (Anciennement M. corsica[3]) (Corse)

### Les espèces africaines
Selon Pauly (2015) :
- Megachile (Chalicodoma) africanibia
- Megachile (Chalicodoma) ambigua
- Megachile (Chalicodoma) armipygata
- Megachile (Chalicodoma) atopognatha
- Megachile (Chalicodoma) biloba
- Megachile (Chalicodoma) biseta
- Megachile (Chalicodoma) bombiformis
- Megachile (Chalicodoma) chapini
- Megachile (Chalicodoma) chelostomoides
- Megachile (Chalicodoma) cincta
- Megachile (Chalicodoma) congruens
- Megachile (Chalicodoma) cyanipennis
- Megachile (Chalicodoma) decemsignata
- Megachile (Chalicodoma) devexa
- Megachile (Chalicodoma) felina
- Megachile (Chalicodoma) flavipes
- Megachile (Chalicodoma) fulva
- Megachile (Chalicodoma) gambiensis
- Megachile (Chalicodoma) kamerunensis
- Megachile (Chalicodoma) kigonserana
- Megachile (Chalicodoma) maxillosa
- Megachile (Chalicodoma) meneliki
- Megachile (Chalicodoma) mephistolica
- Megachile (Chalicodoma) mimetica
- Megachile (Chalicodoma) muansae
- Megachile (Chalicodoma) mutula
- Megachile (Chalicodoma) pseudocincta
- Megachile (Chalicodoma) quadricauda
- Megachile (Chalicodoma) rufipennis
- Megachile (Chalicodoma) rufipes
- Megachile (Chalicodoma) scindularia
- Megachile (Chalicodoma) stefenellii
- Megachile (Chalicodoma) torrida